# 城北镇 (六安市)
城北镇，是中华人民共和国安徽省六安市金安区下辖的一个乡镇级行政单位。2022年5月，撤乡设镇。

## 行政区划
城北镇下辖以下地区：
瓦屋台村、红星村、新井村、五星村、双桥村、中心村、立新村、新华村、谢湾村、丰塘村、王湾村、北二十铺村、八里杠村、八里滩村、城北村、东城村和新河村。